# District de Guang'an
Le district de Guang'an (广安区 ; pinyin : Guǎng'ān Qū) est une subdivision administrative de la province du Sichuan en Chine. Il est placé sous la juridiction de la ville-préfecture de Guang'an.